# Vaccinazione universale contro l'epatite B
Negli anni 1982-83 divenne disponibile il vaccino contro l'epatite B. Le autorità sanitarie di quasi tutti i Paesi scelsero la strategia di vaccinare solo i gruppi a rischio di infettarsi: familiari o partner di soggetti infetti, chirurghi, tossico-dipendenti, ecc. 
Il soggetto che diffonde l'infezione è il portatore di virus, che nella maggioranza dei casi gode apparentemente ottima salute, non sa di essere infetto e può inconsapevolmente trasmettere il virus. Negli ambienti in cui vivono i portatori, il virus (enormemente resistente ai fattori ambientali) è stato trovato su giocattoli, bottiglie, piatti, bicchieri, tavoli, ambiente odontoiatrico, ecc. Esso può penetrare nel soggetto sano soprattutto per via parenterale inapparente.
In Italia Marcello Piazza si oppose con fermezza a tale strategia sostenendo che sarebbe stata un fallimento. Ritenne, invece, che solo la "vaccinazione universale" dei nuovi nati avrebbe ridotto i casi di epatite: solo la vaccinazione universale dei nuovi nati e dei gruppi a rischio sarebbe stata utile per ridurre la malattia, anche considerando che nei neonati la cronicizzazione si verifica in oltre il 90 %. 

## Lo schema Piazza
Lo schema Piazza è uno schema che ha permesso la realizzazione della vaccinazione universale dei nuovi nati contro l'epatite B integrando tale vaccino con gli altri vaccini dell'infanzia.
Nel 1983 in Italia erano obbligatorie le vaccinazioni contro difterite, tetano e poliomielite. L'ideatore dello schema ritenne che sarebbe stato utile e più accettabile dalla popolazione somministrare il vaccino contro l'epatite B negli stessi tempi in cui i bambini ricevevano tali vaccinazioni. Non esisteva nessuno studio in tal senso. Con una serie di ricerche fu dimostrato che il vaccino contro l'epatite B anche se somministrato contemporaneamente ai vaccini obbligatori funzionava benissimo; infatti esso evocava la produzione di alti titoli di anticorpi protettivi (anti-HBs), non interferiva con gli altri vaccini né causava effetti collaterali. In un paese di 130 000 abitanti (2300 nati ogni anno) ove vi era un'elevatissima diffusione dell'epatite B lo schema fu applicato sul campo vaccinando quasi tutti i nuovi nati: vi fu un'elevatissima accettazione da parte della popolazione e i risultati furono ottimi. In seguito ai risultati sopra descritti nel maggio 1991 lo Stato Italiano promulgò la legge per cui per la vaccinazione contro l'epatite B si esegue lo “Schema Piazza che prevede la immunizzazione al terzo, quinto ed undicesimo mese di vita contemporaneamente alle altre vaccinazioni obbligatorie (poliomielite – difterite – tetano)”.
In Italia dopo la promulgazione della legge sono stai vaccinati molti milioni di bambini. Il numero dei casi di epatite acuta è diminuito da 12 casi su 100 000 abitanti nel 1985 a 1,3 casi su 100 000 abitanti nel 2005. La percentuale del portatori cronici di HBsAg che nel 1980 era del 3% è diminuita a 0,9% nel 1997. Nella cittadina in cui è stato eseguito lo studio prima riportato la percentuale dei portatori cronici di HBsAg che nel 1978 era di 13,4% nel 2006 è stata di 0.9%. L'epatite delta è anch'essa diminuita. 
Nei Paesi che avevano vaccinato solo i gruppi a rischio non si è verificata alcuna diminuzione dei casi di epatite. Conseguentemente tali Paesi hanno adottato la stessa strategia italiana. 
Nel 1992 l'OMS (Organizzazione Mondiale della Sanità) raccomanda a tutti i Paesi di integrare la vaccinazione contro l'epatite B nei programmi di vaccinazione dei bambini. Nell'anno 2005 ben 168 Paesi adottano la summenzionata strategia. In Italia all'inizio degli anni '80 morivano per epatite B ogni anno circa 10.000 individui (dati Istituto Superiore di Sanità). Questo numero si è consistentemente ridotto e va diminuendo sempre più.

## La situazione nel 2008
The Lancet Infectious Deseases ha di recente criticato otto Nazioni del Nord Europa (Inghilterra, Svezia, Norvegia, ecc.) che ancora impiegano la strategia di vaccinare solo i soggetti a rischio. 
Dopo un acceso dibattito i più autorevoli esperti del settore del mondo e le più importanti autorità politiche europee hanno raccomandato a tali Paesi di integrare senza ulteriori ritardi la Vaccinazione Universale contro l'epatite B nelle vaccinazioni dell'infanzia.

## L'applicazione della vaccinazione universale a Taiwan
Negli anni '80 a Taiwan l'epatite B con le sue complicanze costituivano uno dei massimi problemi di salute pubblica: il 20 % circa della popolazione era infettata dal virus B con conseguente enorme numero di casi di epatite acuta, cirrosi ed epatocarcinoma (in Italia era infettato solo circa il 3 %). Allorché divenne disponibile il vaccino fu introdotta la vaccinazione universale ma con un razionale completamente diverso da quello italiano. Infatti il razionale italiano si basa sullo schema che integra la vaccinazione contro l'epatite B con i vaccini dell'infanzia. Invece il razionale impiegato a Taiwan si basa sulla vaccinazione di tutta la popolazione (dai neonati agli adulti). 
Nel 1984 iniziarono a vaccinare i nati da madri infette, nel 1986 i nuovi nati e successivamente i bambini dell'asilo e delle scuole elementari (1988 – 1991), poi gli adolescenti e gli adulti. Diminuirono consistentemente e progressivamente i casi di epatite acuta, cirrosi ed epatocarcinoma correlati al virus B.